# Dolichoneura squalida
Dolichoneura squalida là một loài bướm đêm trong họ Geometridae.